# Kalidasa
Kalidasa (Sanskrit, m., कालिदास, Kālidāsa, wörtlich: Diener der Göttin Kali) war ein indischer Dichter, der wahrscheinlich Ende 4. / Anfang 5. Jahrhundert zur Zeit des Guptareichs lebte. Er wird als einer der neun „Juwelen“ am Hof von Vikramaditya beschrieben und gilt neben Amaru und Bhartrihari als Hauptvertreter der indischen Sanskrit-Lyrik.

## Wirken
Kalidasa stellte in seiner Liebeslyrik verschiedene Frauengestalten in den Vordergrund, so die treue Eremitentochter Shakuntala im gleichnamigen Drama Shakuntala, die emotionale Urvashi und die ihren König liebende Sklavin Malavika. Sein Kunstepos Kumarasambhava (dt. 1913 als Die Geburt des Kriegsgottes) befasst sich mit der Geschichte der leidenschaftlichen Liebe der Götter Shiva und Parvati. Im Epos Raghuvamsha (dt. 1914 als Raghus Stamm) klingt Kritik am Herrscher an. Das lyrische Gedicht Meghaduta (deutsch 1847 als Der Wolkenbote) schildert den Schmerz und die Sehnsucht eines getrennten Liebespaares.

## Rezeption
Kalidasas Shakuntala (vollständiger Titel: Abhijnanashakuntalam) war eines der ersten Werke der indischen Literatur, das im Westen bekannt wurde. Es wurde 1789 von William Jones ins Englische und 1791 von Georg Forster vom Englischen ins Deutsche übersetzt. Goethe, Herder und Schiller waren fasziniert von Shakuntala, der Dichter Arthur William Symons nannte es das schönste Drama der Welt. Eine weitere deutsche Übersetzung von Shakuntala fertigte Friedrich Rückert 1854. Rolf Lauckner veröffentlichte 1924 eine Nachdichtung.
Im Britisch-Indien des 19. Jahrhunderts galt der Text als unmoralisch und für Studenten als ungeeignet, während seine Entdeckung in England gefeiert wurde.
Zwei Zeilen aus dem Abschnitt Der Sommer aus dem Jahreszeiten-Zyklus Ritusanhàra in der Übersetzung von Peter von Bohlen wählte die lettische Dichterin Aspazija als Motto für die 2. Abteilung (Pusdienas karstumā – In der Hitze des Mittags) ihres 1897 erschienenen ersten Gedichtbands Sarkanās puķes (Die roten Blumen).
Kalidasas Mālavikāgnimitra wurde 1917 von Lion Feuchtwanger als Der König und die Tänzerin bearbeitet.
Der deutsche Komponist Josef Schelb vertonte Anfang der 1930er Jahre Peter von Bohlens Übersetzung der Gedichte Der Sommer und Der Frühling für Sopran und Klavier.

## Werke
Die Zuschreibung der Dramen ist nicht gesichert, da es mehrere gleichnamige Autoren gibt.
Dramen
- Malavikagnimitra (wahrscheinlich)
- Vikramorvashiya
- Shakuntala

Kunstepen
- Kumarasambhava
- Raghuvamsha

Gedichte
- Meghaduta
- Ritusamhara (zugeschrieben)

### Ausgaben
Wegen der Überlieferung in verschiedenen Rezensionen ist die Textlage besonders schwierig, und es gibt zahlreiche verschiedene Ausgaben. Die Devanagari-Rezension ist enthalten in:
- Adrian Scharpé: Kalidasa-Lexicon, Vol. I, Part 1-4: Basic Text of the Works und Vol. II, Part 1-2: References and Concordance of Quotations. De Tempel, Brügge 1954–1975 (= „Werken uitgegeven door de faculteit van de letteren en wijsbegeerde“, Bd. 117, 120, 122, 134, 159, 160).

### Übersetzungen ins Deutsche und Englische
Eine Gesamtübersetzung seiner Werke ins Deutsche gibt es nicht. Teilübersetzungen sind in folgenden Ausgaben erschienen:
- Werke. Übersetzung [der drei Dramen sowie der beiden Gedichte Meghaduta und Ritusamhara], Nachwort und Erklärungen von Johannes Mehlig. Reclam, Leipzig 1983
- Sakuntala. Drama in sieben Akten. Einführung, Übersetzung aus dem Sanskrit und Prakrit und Anmerkungen von Albertine Trutmann. Ammann, Zürich 2004, ISBN 3-250-10465-5
- Sakuntala, ein Schauspiel von Kalidasa, übersetzt und hrsg. von Ernst Heinrich Meier, Stuttgart 1852 (Digitalisat bei Google Books)
- Ritusanhàra id est Tempestatum cyclus Carmen sanskritum, Kâlidâso adscriptum, edidit, latina interpretatione, germanica versione metrica atque annotationibus criticis instruxit P. a Bohlen. Otto Wigand, Leipzig 1840 (Sanskrit – Latein – Deutsch; Digitalisat bei Google Books)
  - Abweichende Erstfassung der dt. Nachdichtung: Die Jahreszeiten von Kâlidâsa. Aus dem Sanskrit übersetzt von P. v. Bohlen. In: Morgenblatt für gebildete Leser Nr. 264–266 vom 4.–6. November 1839 und Nr. 270 vom 11. November 1839 (Digitalisat bei Google Books)

Die englische Übersetzung der drei Dramen Kalidasas in:
- Theatre of Memory : The Plays of Kalidasa. Übers. v. Barbara Stoller Miller, Edwin Gerow, David Gitomer. Columbia University Press, 1984 (UNESCO Collection of Representative Works: European), ISBN 0-231-05838-1.

Englische Übersetzungen von Sakuntala sowie der Gedichte Meghaduta und Ritusamhara in:
- Kalidasa: The Loom of Time. A Selection of His Plays and Poems. Penguin, 2006, ISBN 0-14-045521-3.